# Driggs
Driggs est une ville américaine, situé dans l'Idaho, siège du comté de Teton.

## Démographie
| 1920 | 1930 | 1940  | 1950 | 1960 | 1970 |
| ---- | ---- | ----- | ---- | ---- | ---- |
| 683  | 719  | 1 040 | 941  | 824  | 727  |

| 1980 | 1990 | 2000  | 2010  | - | - |
| ---- | ---- | ----- | ----- | - | - |
| 727  | 846  | 1 100 | 1 660 | - | - |

Sa population s’élevait à 1 660 habitants lors du recensement de 2010.